# Ectopatria provida
Ectopatria provida là một loài bướm đêm trong họ Noctuidae.